# Sermaize
Sermaize é uma comuna francesa na região administrativa de Altos da França, no departamento de Oise. Estende-se por uma área de 5,04 km². Em 2010 a comuna tinha 271 habitantes (densidade: 53,8 hab./km²).